# Сидорова, Евдокия Николаевна
Евдокия Николаевна Сидорова (1922 — ?) — советская работница сельского хозяйства, доярка, Герой Социалистического Труда (1966).

## Биография
Родилась 15 февраля 1922 года в селе Березовка Советской России, ныне Алексеевского района Татарстана.
Окончила начальную школу и в 1937 году приехала в Молотовскую область (ныне Пермский край). С 1942 года постоянно жила в деревне Кондратово, работала дояркой в совхозе «Верхнемуллинский». Была участницей выставок ВСХВ СССР, её фамилия неоднократно заносилась в областную книгу «Трудовой славы», ей было присвоено звание «Лучшая доярка Пермской области». В 1964 году Евдокия Сидорова получила по 3025 кг молока на одну фуражную корову, за что была награждена дипломом областной сельскохозяйственной выставки. Неоднократно получала почётное звание «Ударник коммунистического труда», являлась мастером животноводства 1-го класса.
В 1977 году Евдокия Николаевна вышла на заслуженный отдых, став пенсионером союзного значения, жила в Кондратово.
Дата смерти Е. Н. Сидоровой неизвестна. На доме, где она жила в деревне Кондратово, установлена мемориальная доска.

## Награды
- Указом Президиума Верховного Совета СССР от 22 марта 1966 года Евдокия Николаевна Сидорова была удостоена звания Героя Социалистического Труда с вручением ордена Ленина и золотой медали «Серп и Молот»[2].
- Также имела другие награды, включая медали ВСХВ СССР и медаль «За доблестный труд в Великой Отечественной войне 1941-1945 гг.»[3].
- Награждалась Почетными грамотами обкома КПСС, облисполкома, обкома ВЛКСМ.